# Bayou Gauche
Bayou Gauche es un lugar designado por el censo ubicado en la parroquia de St. Charles en el estado estadounidense de Luisiana. En el Censo de 2010 tenía una población de 2071 habitantes y una densidad poblacional de 50,69 personas por km².

## Geografía
Bayou Gauche se encuentra ubicado en las coordenadas 29°48′22″N 90°25′17″O / 29.80611, -90.42139. Según la Oficina del Censo de los Estados Unidos, Bayou Gauche tiene una superficie total de 40.86 km², de la cual 33.29 km² corresponden a tierra firme y (18.53%) 7.57 km² es agua.

## Demografía
Según el censo de 2010, había 2071 personas residiendo en Bayou Gauche. La densidad de población era de 50,69 hab./km². De los 2071 habitantes, Bayou Gauche estaba compuesto por el 96.52% blancos, el 1.11% eran afroamericanos, el 0.82% eran amerindios, el 0.29% eran asiáticos, el 0.05% eran isleños del Pacífico, el 0.39% eran de otras razas y el 0.82% pertenecían a dos o más razas. Del total de la población el 1.93% eran hispanos o latinos de cualquier raza.